# United Devices
United Devices（ユナイテッド・デバイセズ）は、分散コンピューティング分野において、コンピュータクラスタとグリッドによるハイパフォーマンスコンピューティングのインフラ構築に注力している株式非公開企業であった。1999年から活動を開始し、正式な創立は2000年である。distributed.netやSETI@homeといったプロジェクトの分散コンピューティングの技術が基盤となっているが、そのときのプロジェクトのスタッフはほとんど残っていない。テキサス州オースティンに本社を置き、フランスのパリとインドのピューンにオフィスを構えている。2005年8月にパリにあるGridXpert社を買収し、Synergyを製品ラインナップに加えた。2007年9月にUniva社（英語版）に併合され、企業としての活動を終えた。

## 当時の製品ラインナップ
- Grid MP ユーザーのスケーラビリティに応じてさまざまなラインナップをそろえている分散コンピューティングソフトウェア。Grid MP Workstation、Grid MP Cluster、Grid MP Enterprise、Grid MP Globalが用意されており、規模に応じて選ぶことができる。
- MP Insight ユーザーのコンピュータリソースが有効に使われているかどうかを解析するツール。
- MP Synergy 複数のクラスタのジョブスケジューラを統括してスケジューリングを行なうメタスケジューラ。Sun Grid Engine、Platform LSF、PBS、LoadLeveler、Grid MPをサポートする。

## 公共の慈善活動
ユナイテッドデバイセズ社は一連の公共のプロジェクトを慈善活動の一環として、ウェブサイトgrid.org 上で行っている。また、それは Grid MP Global製品の普及を認識させるだけでなく、プラットフォームのスケーラビリティ（拡張性）をもデモンストレーションするマーケティングツールの一環でもある。grid.orgのプロジェクトの運用に関係がある費用のいくらかは、これまでマイクロソフト、インテル、IBMを含む複数の企業から一部資金提供がなされてきている。

### 当時のプロジェクト
- United Devices Cancer Research Project - UDがん研究プロジェクトとも表記される。UD分散コンピューティングを用いて、ガンを治療する可能性のある薬を探していたが、2007年4月27日をもって活動を終了した。
- World Community Grid 現在、Human Proteome Folding Project をユナイテッドデバイス社と連携して運用している。

## 公表されていたユーザ
Grid MPを使っている著名な団体のリストがユナイテッド　デバイス社のウェブサイト上に掲載されていた。
また、それには以下のようないくつかの大きく有名な団体が含まれている。
- en:American Diabetes Association
- グラクソ・スミスクライン
- Hewlett-Packard
- IBM
- インテル
- ジョンソン・エンド・ジョンソン
- イギリス国立物理学研究所
- NTTデータ
- ノバルティス
- パデュー大学
- テキサスA&M大学
- United Devices Cancer Research Project
- フロリダ大学
- オックスフォード大学
- テキサス大学オースティン校
- en:World Community Grid